# École nationale supérieure des mines de Paris
École nationale supérieure des mines de Paris (znana tudi kot Mines ParisTech ali les Mines) je francoska visoka šola raziskovalne Univerze PSL. Leta 1783 jo je ustanovil francoski kralj Ludvik XVI. Francoski.
Mines ParisTech slovi po odličnosti svojih raziskovalnih centrov in kakovosti mednarodnih partnerstev z drugimi prestižnimi univerzami po vsem svetu.

## Znani diplomanti
- Pierre Berthier, francoski geolog in rudarski inženir
- Benoit Paul Émile Clapeyron, francoski inženir in fizik
- Marie Alfred Cornu, francoski fizik
- Charles Friedel, francoski kemik in mineralog